# Marco Tulio Villalobos
Marco Tulio Villalobos, pintor colombiano nacido en 1910 en la ciudad de Cali (Colombia) y fallecido en la misma en 1990, fue reconocido además de su arte, por haber militado en el equipo de fútbol América durante las décadas de 1920 y 1930, siendo uno de los primeros arqueros del club escarlata en su historia, así como un destacado colaborador en la recuperación de las memorias de la escuadra vallecaucana en cuanto a sus orígenes.

## Trayectoria como futbolista[1]
Villalobos inició su carrera futbolística en un equipo denominado El Hispano. Llegó al América en 1929, en cierto modo por casualidad, pues un día cruzaba por la antigua cancha de Galilea, lugar donde entrenaban los jugadores escarlatas, y se detuvo a ver su práctica. Luis Carlos Cárdenas, presidente americano de aquel entonces, le preguntó si quería entrenar con ellos, y la respuesta fue 'vengo a entrenar, me ponen a prueba, y si les sirvo formó parte del equipo'.
A la par de su actividad deportiva trabajaba en un horno de alfarería, algo común en la época teniendo en cuenta que el fútbol profesional aún no existía por aquel tiempo. 'Villa', como lo llamaban sus compañeros, fue el arquero titular de la gira que emprendió el cuadro escarlata por Colombia en 1931, debida a una suspensión impuesta por la Federación de Fútbol tras protestar el arbitraje de un partido contra The Cali Football Club (el primer equipo administrativamente organizado en Colombia que apareció en 1912, y que no tiene relación alguna comprobada con el actual Deportivo Cali). Dicho juego terminó 1-0 a favor del Cali FC, pero los jugadores americanos reclamaron la anulación de dos goles al parecer legítimos.
En dicha gira, el América viajó a Bogotá donde enfrentó sendos equipos capitalinos. El club vallecaucano llegó a la final de la Copa Olaya Herrera, la cual, en palabras de 'Villa', "le fue arrebatada al América por gracia del señor árbitro, quien le dio el triunfo al Juventud". La correría americana también llegó a la Costa Atlántica, jugando en ciudades como Santa Marta y Barranquilla, así como Medellín.
Por su trabajo en el horno, Villalobos decidió retirarse del fútbol activo en 1934. Su último partido defendiendo la valla roja fue ante el Europa Germania, donde tapó el primer tiempo y para el segundo dijo adiós dejándole su lugar al juvenil Fernández.
'Villa' fue un deportista íntegro, leal y respetuoso. Una anécdota referida por uno de sus compañeros en el América, Luis Carlos 'Flaco' Rojas, cuenta que en 1936 el Hispania de Palmira enfrentó al América para definir el campeonato. Durante el encuentro, los palmiranos anotaron un gol que, debido a la escasa visibilidad del momento, dejó dudas en el árbitro para validarlo. Por tanto éste le preguntó a 'Villa' si el balón había ingresado en su marco, y en un enorme gesto de honestidad que prácticamente no se ve en el presente, el arquero americano respondió afirmativamente.
Los testimonios que dejó Villalobos han sido de vital importancia para establecer la historia de la escuadra escarlata desde sus inicios. Además, escribió un libro llamado Historia del equipo América, publicado en 1957 y que ha servido para precisar algunas controversias en cuanto al origen de 'la Mechita'. fue uno de los primeros en describir los pormenores de la gira nacional en 1931 y narrar la historia remota del América de Cali, con los Diablos Rojos ganó al menos 4 títulos correspondientes a 1931, 1932, 1933 y 1934

## Carrera artística
De familia obrera empezó su carrera artística a los 53 años de edad (1963). En el año 1967 la Biblioteca Luis Ángel Arango, invitó a varios pintores primitivistas colombianos de gran trayectoria, donde el maestro Villalobos fue denominado como un gran exponente del estilo naif de la historia colombiana.
En la colección del Banco de la República de Colombia, se encuentran varias de las obras de este artista de la región azucarera de Colombia, el Valle del Cauca.